# Peter Gunn, détective spécial
Pour plus de détails, voir Fiche technique et Distribution.
Peter Gunn, détective spécial (Gunn) est un film américain réalisé par Blake Edwards, sorti en 1967. Le film est l'adaptation de la série télévisée initiée par Blake Edwards lui-même 9 ans plus tôt. Craig Stevens est le seul acteur du casting original à reprendre son rôle.

## Synopsis
Peter Gunn, détective privé, cherche à démasquer les meurtriers de Scarlotti. Nick Fusco chef de gang est le principal suspect.

## Fiche technique
- Titre français : Peter Gunn, détective spécial
- Titre original : Gunn
- Réalisation : Blake Edwards
- Scénario : Blake Edwards & William Peter Blatty
- Musique : Henry Mancini
- Photographie : Philip H. Lathrop
- Montage : Peter Zinner
- Production : Owen Crump
- Société de production : Geoffrey Productions
- Société de distribution : Paramount Pictures
- Pays :  États-Unis
- Langue : Anglais
- Format : Couleur - Mono - 35 mm - 1.85:1
- Genre : Policier
- Durée : 91 min
- Dates de sortie : 
  - États-Unis : 28 juin 1967
  - RFA : 4 janvier 1968
  - Espagne : 24 mars 1969
- Affiche : Jacques Vaissier (France)

## Distribution
- Craig Stevens (VF : Jean Claudio) : Peter Gunn
- Laura Devon (VF : Anne Carrère) : Edie
- Edward Asner (VF : André Valmy) : Le lieutenant Jacoby
- Albert Paulsen (VF : Jacques Thébault) : Nick Fusco
- Sherry Jackson (VF : Arlette Thomas) : Samantha
- Marion Marshall (VF : Françoise Fetcher) : Daisy Jane
- Helen Traubel : Maggie
- J. Pat O'Malley (VF : Jean Clarieux) : Tinker
- Jerry Douglas : Dave Corwin
- George Murdock : Archie
- Chanin Hale : la maîtresse de Scarlotti
- Alan Oppenheimer : Whiteside
- Jean Carson (non créditée) : une serveuse